# Faun L900 D567
FAUN L900 D567 – niemiecki ciężki samochód ciężarowy przystosowany do transportu czołgów i wyposażenia z czasów II wojny światowej.

## Historia
Wehrmacht ogłosił przetarg na kilka wozów zdolnych do transportu ciężkiego sprzętu, holowania artylerii oraz pomocy przy pracach remontowych, przetarg zwyciężyły zakłady FAUN (Fahrzeugfabriken Ansbach und Nürnberg AG) pokazując armii kilka wozów o różnych układach zawieszenia w tym 3-osiową ciężarówkę FAUN L900 z silnikiem wysokoprężnym, a nie gaźnikowym, co czyniło wóz łatwiejszym w eksploatacji i tańszym w utrzymaniu z perspektywy wojska.
Odmianą pochodną był skrócony ciągnik balastowy w układzie jezdnym 4×4 Faun ZR. Jego odmianą z kolei była wersja przystosowana do jazdy po szynach Faun ZRS, wyposażona w belki ze zderzakami kolejowymi, sprzęgi i wymienne komplety kół, umożliwiające jazdę po torze standardowym lub szerokim. Mogła ciągnąć skład o masie 120 t na pochyłości 10‰. Od 1944 roku ciągniki ZRS były wyposażane w przekładnię rewersową, umożliwiająca jazdę z maksymalną prędkością 39 km/h w obu kierunkach.

## Służba
Maszyna od wejścia do służby stała się drugim najcięższym wozem kołowym w armii Rzeszy. Na masową skalę wóz był używany na początku II wojny światowej w latach 1939–1940. Później jego rola zmalała i służył jedynie do transportu żołnierzy i sprzętu, a to z powodu wzrastającej masy i gabarytów czołgów z późniejszego okresu wojny.
Do tylnej części ramy FAUNa można było przymocować 2-osiową naczepę Sd. Ah. 115 (Sonderanhänger 115) pozwalała ona na transport dwóch czołgów, najcięższe możliwe do przewozu to Pz.Kpfw 38(t) o masie 8500 kg oraz Pz.Kpfw II Ausf.D/E o masie 10 000 kg. Na początku 1944 zaczęto używać FAUNa do transportu okrętów podwodnych typu Biber oraz min morskich typu EMC, w rejonach wału Atlantyckiego, szczególnie Francji oraz północno-zachodnich wybrzeżach Niemiec.

## Wersje ciężarówki FAUN
- FAUN L900 D567 – Wersja podstawowa.
- FAUN L900 D567S – Wersja podstawowa przystosowana do poruszania się po szynach.
- FAUN LK-5 – Wersja z dźwigiem 10t Demag-Kran o udźwigu do 10 000 kg.
- FAUN LK-5S – Wersja z dźwigiem przystosowana do poruszania się po kolei torowej.
- FAUN ZR – Kołowy ciągnik balastowy 4×4
- FAUN ZRS – Wersja kołowego ciągnika balastowego przystosowana do poruszania się po szynach.

| Historia produkcji | Historia produkcji |
| ------------------ | --- |
| Państwo            | III Rzesza |
| Typ pojazdu        | Ciężki samochód ciężarowy |
| Producent          | FAUN AG |
| Projekt            | 1934 |
| Produkcja          | 1934-1939 |
| W użyciu           | 1935-1945 |
| Dane techniczne    | |
| Masa własna        | 8,800 kg |
| Ładowność skrzyni  | do 11 000 kg |
| Udźwig holowania   | 10 000 kg |
| Długość            | 9,6 m |
| Wysokość           | 2,6 m |
| Szerokość          | 2,5 m |
| Napęd              | |
| Silnik             | Wysokoprężny Deutz-Diesel F6M5171 Rzędowy, 6-cylindrowy, 13,538 cm³ lub Wysokoprężny Deutz-Diesel F8M5171 Widlasty, 8-cylindrowy, 18,000 cm³ |
| Moc                | 6-cyl. 150 KM przy 1600 obr./min. 8-cyl. 200 KM przy 2000 obr./min.                                                                          |
| KM/t               | 6-cyl. 17,04 KM/t 8-cyl. 22,7 Km/t |
| Skrzynia biegów    | Manualna – syncromesh ZF G 65 230 VL 6 przełożeniowa (4 Przód + 1 Tył)                                                                       |
| Osiągi (6-cyl.)    | |
| Prędkość           | 50 km/h |
| Zasięg             | 400 km |
| Poj. zb. paliwa    | 200l |
| Spalanie           | 50l/100km |
| Zużycie oleju      | 0,9l/100km |
| Trakcja            | |
| Napęd              | 4x6 |
| Zawieszenie        | Półeliptyczne resory piórowe |
| Hamulce            | Pneumatyczne (Na kołach napędowych) |